# Semana Santa en Torredonjimeno
La ‘Semana Santa’ de Torredonjimeno es un período de ocho días que comienza con el Domingo de Ramos y culmina con el Domingo de Resurrección, siendo la última semana de la Cuaresma, en esta ciudad jienense al igual que en el resto de lugares en los que se celebra la semana de pasión. Entonces, se trata de una festividad religiosa que se convierte en el acontecimiento más importante de la ciudad de Torredonjimeno (Jaén) España. La Semana Santa no es solo una fiesta eminentemente religiosa, sino que también tiene una gran parte de festividad popular, por lo que es una celebración que paraliza las ciudades andaluzas. No obstante, la Semana Santa andaluza no es un hecho homogéneo e idéntico en toda Andalucía, puesto que entran muchas variables en juego como: según la magnitud de la ciudad, es decir, si se trata de un pueblo pequeño, mediano o grande; según las diferencias regionales, ya que encontramos disparidad entre la Andalucía occidental o Andalucía oriental. Además, toman importancia las tradiciones y singularidades culturales de cada pueblo o ciudad. La Semana Santa supone un fenómeno de carácter sociocultural, turístico y económico de gran importancia en la ciudad, siendo una de las más bellas de la provincia, está declarada Bien de Interés Turístico-Cultural Andaluz desde 2007. Los elementos fundamentales de la religiosidad popular son las Procesiones y las Cofradías de Semana Santa. Tanto unas como otras, además de ser un importante testimonio de la fe cristiana, tienen otros componentes culturales, artísticos, antropológicos, históricos y sociológicos.

## Cofradías
Las cofradías pueden ser de muchos tipos, pero una cofradía de Semana Santa tiene que unir dos elementos esenciales: por un lado, la reflexión sobre la Pasión y Muerte de Cristo; por otro lado, la imitación de los dolores de Cristo en su Pasión y Muerte a través de una penitencia durante una procesión o estación de penitencia en los días de la propia Semana Santa.En el municipio de Torredonjimeno podemos contar hasta 16 hermandades:
1. Cofradía de la Entrada Triunfal de Jesús en Jerusalén.
2. Hermandad de Nuestro Padre Jesús del Rescate, Santísimo Cristo de Las Tres Caídas y María Santísima de Las Penas y Mayor Dolor.
3. Fervorosa Hermandad y Cofradía de Nazarenos de Nuestro Padre Jesús Orando en el Huerto de los Olivos y María Santísima de la Fe y el Amor.
4. Hermandad y Cofradía de Hermanos Nazarenos de Jesús Preso y Nuestra Señora del Rosario.
5. Ilustre y Venerable Cofradía y Hermandad de Nazarenos de Nuestro Padre Jesús de la Humildad y María Santísima de la Vera-Cruz.
6. Hermandad de Penitencia y Cofradía de Nazarenos del Santísimo Cristo Ecce-Homo y María Santísima de la Amargura.
7. Cofradía del Cristo del Amor y del Silencio y Nuestra Señora de la Esperanza.
8. Cofradía del Santísimo Cristo de la Sentencia.
9. Muy Antigua e Ilustre Cofradía de Nuestro Padre Jesús Nazareno.
10. Real Cofradía de Nuestra Señora de las Angustias.
11. Muy Antigua e Ilustre Cofradía del Santo Sepulcro.
12. Muy Antigua y Venerable Cofradía de la Santísima Virgen de los Dolores.
13. Cofradía del Santísimo Cristo Resucitado, Cristo del Perdón y María Santísima de la Paz.
14. Cofradía de los Santos Mártires de Jesucristo Cosme y Damián.
15. Cofradía de Nuestra Señora de Consolación.
16. Real Cofradía de Nuestra Señora la Santísima Virgen de la Cabeza.

Estas hermandades cofrades se agrupan en la Agrupación de Cofradías y Hermandades de la Ciudad de Torredonjimeno.Todas realizan estación de penitencia en la Semana de Pasión a excepción de las tres últimas. Por una parte, la Cofradía de San Cosme y San Damián junto a la Cofradía de Nuestra Señora de Consolación son los santos patrones de Torredonjimeno. Por otra Parte, la Real Cofradía de la Virgen de la Cabeza representa a la Virgen de la Cabeza de la Basílica de Nuestra Señora de la Cabeza. Las dieciséis cofradías pertenecen a la Diócesis de Jaén. 
De esta forma, la Semana Santa en Torredonjimeno se erige como la festividad más importante del año para la mayoría de los tosirianos, ya que constituye un patrimonio artístico arraigado en la localidad. Las procesiones congregan a un gran público en torno al casco antiguo, lugar donde se realizan las estaciones de penitencia. A pesar de que cada cofradía tiene un recorrido, según sea el punto de partida la Sacra Iglesia Parroquial Mayor de San Pedro Apóstol o la Iglesia Parroquial de Santa María, podemos establecer ciertos puntos de interés comunes a todos los pasos procesionales. Algunos de estos son las entradas y salidas de las procesiones a las dos iglesias mencionadas anteriormente; la Plaza del Ayuntamiento, donde se realiza el encuentro entre el Cristo Resucitado y la Virgen María (en el caso de Torredonjimeno la Virgen de la Paz); o el Convento de Nuestra Señora de la Piedad, llamado coloquialmente "las Dominicas".

## Viernes de Dolores
Antes de llegar a la Semana de Pasión, en la ciudad de Torredonjimeno tiene una gran importancia el viernes anterior al Domingo de Ramos, es decir, el Viernes de Dolores. La Muy Antigua y Venerable Cofradía de la Santísima Virgen de los Dolores de Torredonjimeno realiza estación de penitencia como recuerdo a los sufrimientos de María de Nazaret en lo previo a la Pasión, Muerte y Resurrección de Jesucristo.Se trata de una de las cofradías más antiguas y populares de Toxiria, fundada en 1642, obra de Manuel Salvatierra. No obstante, la popularidad de la Virgen de los Dolores de Torredonjimeno será explicada más adelante en su segunda salida procesional durante el Viernes Santo.

## Semana de Pasión
Realizan estación de penitencia las 13 hermandades citadas anteriormente, que procesionan imágenes de la Pasión, Muerte y Resurrección de Cristo, durante todos los días de la Semana Santa, salvo el Sábado Santo. Así, la Semana Mayor no pasa desapercibida en un pueblo de gran arraigo semanasantero como es Torredonjimeno.

### Domingo de Ramos
El Domingo de Ramos es el comienzo de la Semana Santa, la que inicia la semana grande en este pueblo jienense es la «Hermandad de la Mulica».
- Cofradía de la Entrada Triunfal de Jesús en Jerusalén "La Mulica"

Su fundación se remonta al siglo XVIII. Procesiona desde la Iglesia de San Pedro. El paso lo conforma un grupo escultórico de tres figuras: Jesús sobre una pollina de la que tira un pastorcillo. La talla de Jesús montado sobre el pollino y el niño que lo acompaña son obra de Antonio Castillo Lastrucci, realizadas en 1957. El paso representa el momento en el que Jesús entra triunfalmente en Jerusalén, guiado el pastorcillo y San Juan evangelista señalando al Maestro. Las características de esta Hermandad son: las túnicas blancas con cíngulos y pañoletas en amarillo oro. El trono es portado a hombros por sus cofrades.

### Lunes Santo
El Lunes Santo la iglesia rememora a Jesucristo haciendo su labor de evangelización y recuerda la Unción a Cristo en Betania por parte de María.
- Cofradía del Cristo del Amor y del Silencio y Nuestra Señora de la Esperanza (Estudiantes)

Esta cofradía fue fundada el 5 de enero de 1955 por un grupo de tosirianos que se apodaron como "Los Estudiantes": Por consiguiente, el Lunes Santo se realiza un Vía Crucis con la imagen del Cristo del Amor y Silencio, una imagen del Cristo crucificado sin corona ni potencias, obra del autor Palma Burgos. El Cristo es acompañado por Nuestra Señora de la Esperanza, de autor desconocido. El Crucificado realiza una estación de penitencia desde la Iglesia de San Pedro hasta la Ermita del Calvario de Torredonjimeno.

### Martes Santo

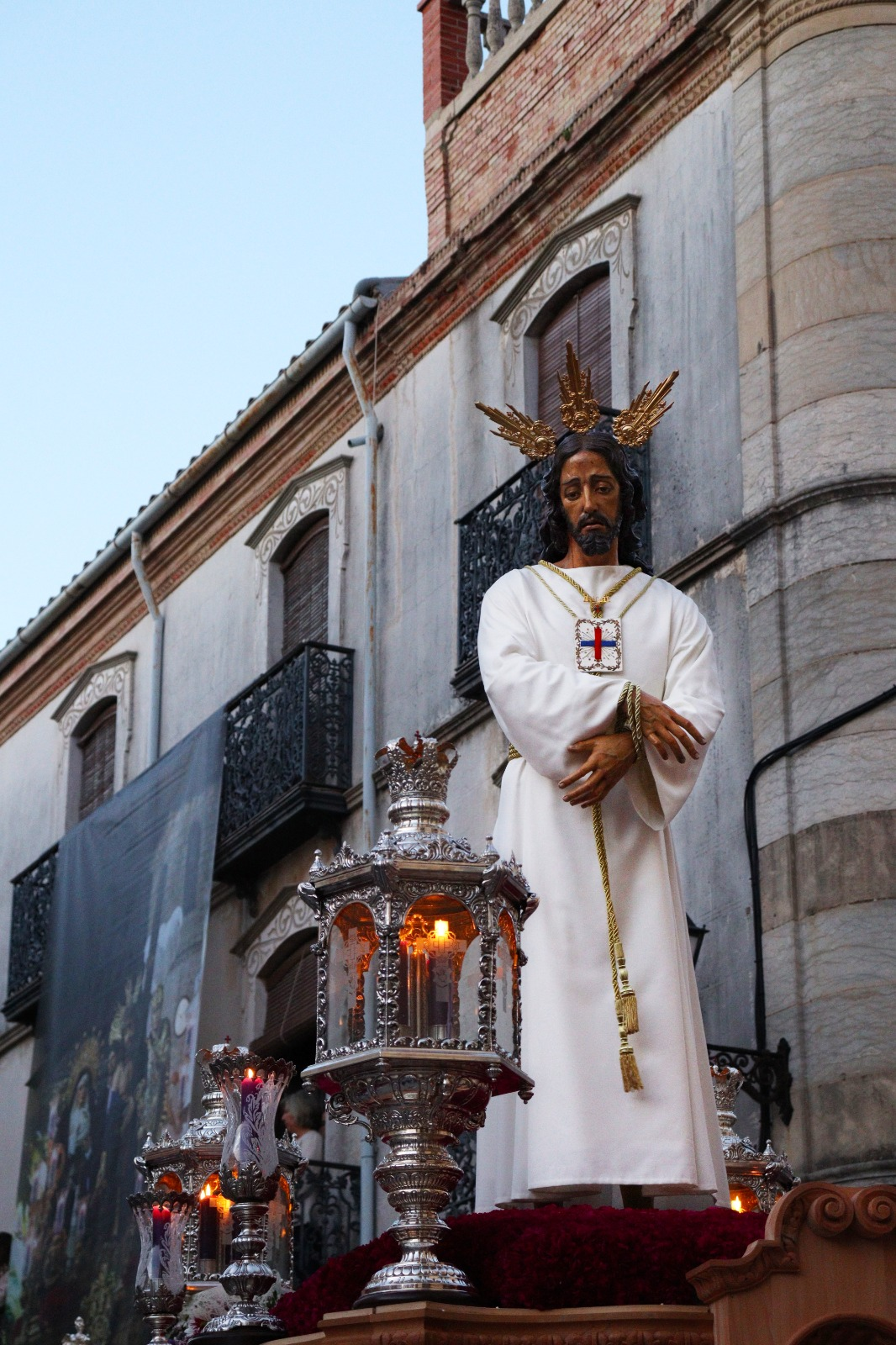
Nuestro Padre Jesús del Rescate en su estación procesional de Martes Santo

Durante el Martes Santo Jesucristo sigue realizando su predestinada tarea, anunciando a sus discípulos la traición de Judas y las Negaciones de San Pedro. Las cofradías siguen evocando sus hechos.
- Hermandad de Nuestro Padre Jesús del Rescate, Santísimo Cristo de las Tres Caídas y María Santísima de las Penas y Mayor Dolor

Esta es una de las cofradías más recientes del pueblo tosiriano, creada el 9 de enero de 1980. En este Martes Santo de cuaresma, la Hermandad del Rescate procesiona desde el Convento de Nuestra Señora de la Piedad, y cuenta en su haber con dos pasos procesionales. En primer lugar, el Señor del Rescate con su característica túnica morada: en segundo lugar, Jesús en una de sus caídas camino del Gólgota, acompañado por la Virgen de las Penas y Mayor Dolor. La obra de Nuestro Padre Jesús del Rescate y la imagen de María Santísima de las Penas y Mayor Dolor son del escultor Antonio Barbero Gor.Esta Hermandad está creciendo a pasos agigantados con una masa social muy joven y con muchas ganas de hacer crecer el patrimonio que poseen. 

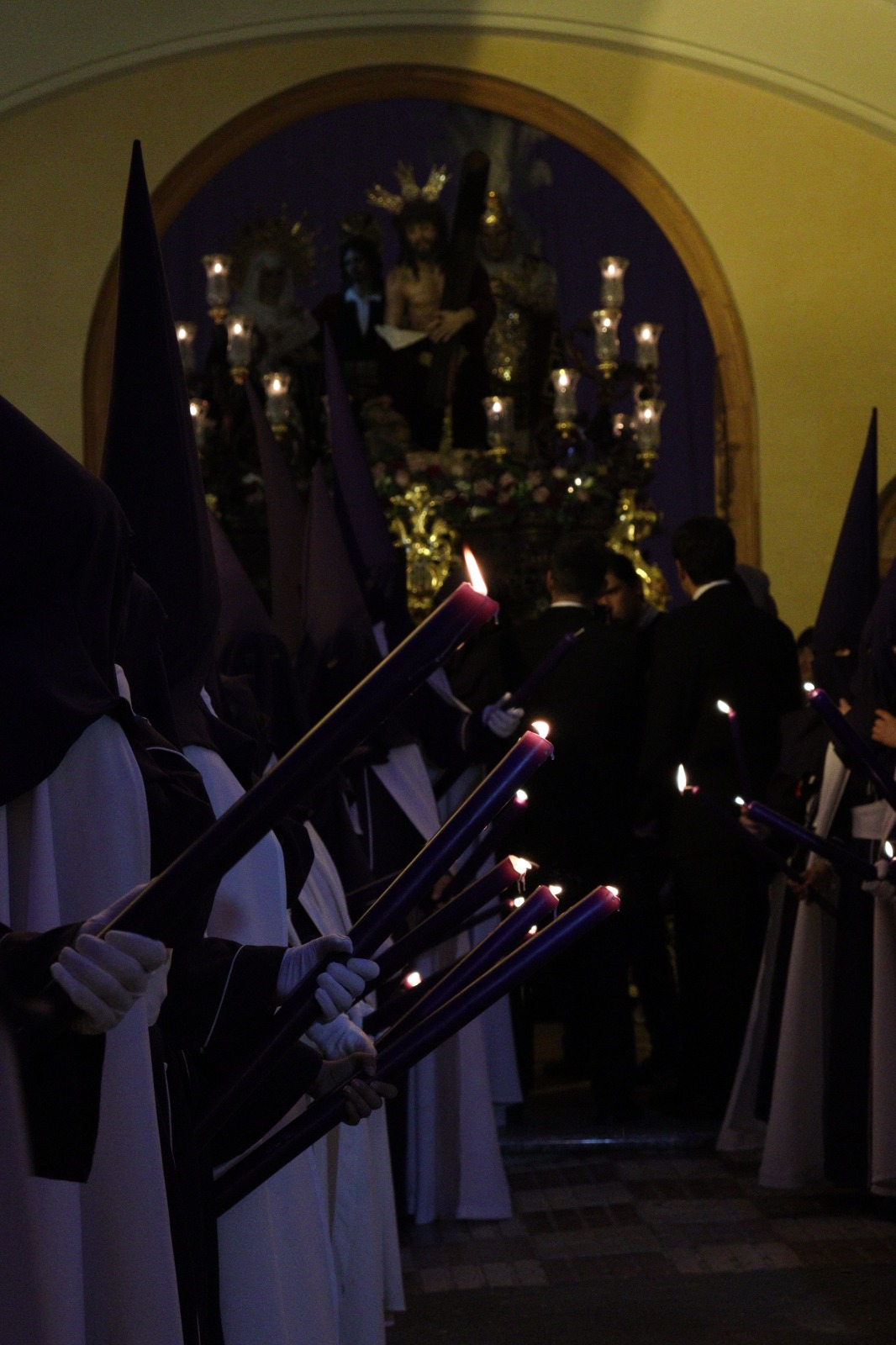
Cristo de las Tres Caídas en su salida del Convento de la Victoria el Martes Santo

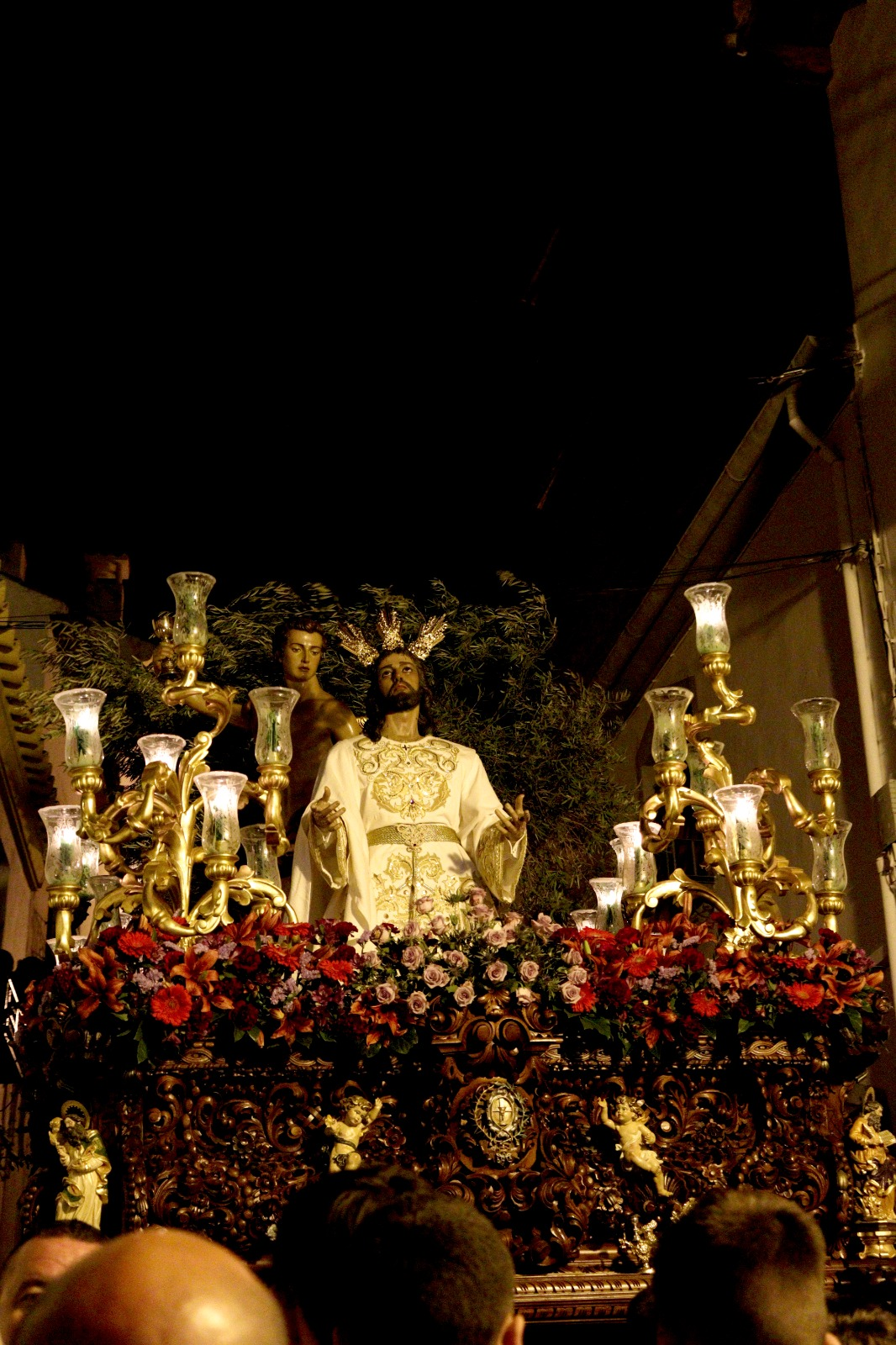
Nuestro Padre Jesús en el Huerto de los Olivos en la noche de Miércoles Santo

### Miércoles Santo
El Miércoles Santo Jesús sigue su labor sabiendo que su irremediable final está cerca con la traición de Judas y su entrega al Sanedrín. Las procesiones siguen recordando pasajes de la última semana de su vida.
- Fervorosa Hermandad y Cofradía de Nazarenos de Nuestro Padre Jesús Orando en el Huerto de los Olivos y María Santísima de la Fe y el Amor

Hermandad fundada mayormente por labriegos y hortelanos de Toredonimeno el 10 de abril de 1618. Consta de dos pasos procesionales que realizan su estación de penitencia desde la Iglesia de San Pedro. Por orden en esta, el primer titular representa el momento en que Jesús, bajo un olivo, recibe la visita del Ángel. Este Ángel es el portador del Cáliz que deberá beber para la redención de la descendencia de Adán. El segundo titular es la Virgen María en su advocación por la Fe y el Amor. Ambos pasos van a costaleros, siendo el de la Virgen portado por mujeres. La actual imagen del Cristo es obra de Cosme Borneo Mármol del año 2006. quien recuperó la primitiva cabeza de José zamorano Martinez, que talló el nuevo cuerpo y las manos que-fueron sustituidas en 2009 por otras de Antonio Lozano. Cambió también la policromía al ser demasiado oscura. El Ángel es obra de José Zamorano Martínez del año 1954. María Santísima de la Fe y el Amor es obra del sevillano Antonio Borrego Gutiérrez del año 1990. inspirada en la sevillana Virgen de la Estrella de la que tiene sus mismas medidas. Esta cofradía se caracteriza por las túnicas blancas con caperuz y cordones verdes, y con unos anderos que portan como tocado la típica pañoleta itosiriana. Además, se convirtió en una Hermandad pionera cuando abrió sus puertas a las mujeres para que portaran la Virgen de la Fe y el Amor.
- Hermandad y Cofradía de Hermanos Nazarenos de Jesús Preso y Nuestra Señora del Rosario

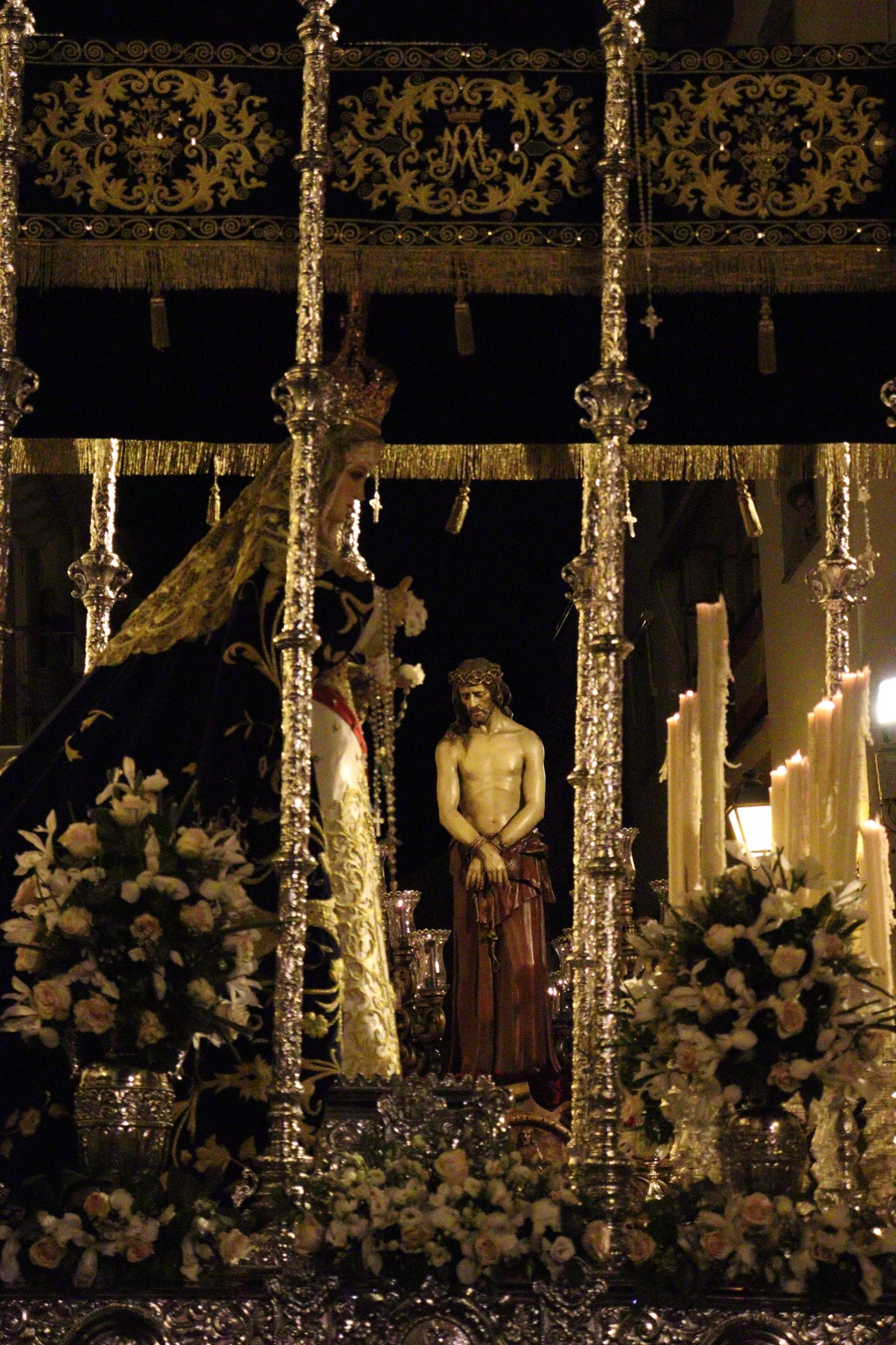
Encuentro procesional entre Jesús Preso y Nuestra Señora del Rosario en la noche de Miércoles Santo

La Hermandad en sí misma es fundada el 4 de marzo de 1945, si bien se trató de una adición a la antigua Cofradía de Nuestra Señora del Rosario, la cual se tiene evidencias de la fundación del Convento de Nuestra Señora de la Piedad de RR.MM. a finales del siglo XVI. El Cristo realiza su salida desde la Iglesia de San Pedro y la Virgen desde el Convento de la Piedad (RRMM Dominicas), realizándose un encuentro procesional en la Plaza de San Pedro. La imagen de Jesús Preso es obra de Francisco Palma Burgos, que data del año 1945. La de la Virgen del Rosario es obra de Manuel Salvatierra de 1940. En 1982 Antonio Barbero Gor realizó una restauración. El encuentro en la noche de Miércoles Santo es una de las estampas más importantes de la Semana Santa tosiriana.

### Jueves Santo
El Jueves Santo Jesús vivió la Última Cena, donde instituyó la Eucaristía y lavó los pies a sus discípulos para indicarnos a todos que debemos servir al prójimo. Tras traicionarlo Judas Iscariote, Jesús es arrestado, juzgado ante Poncio Pilato y condenado.
- Ilustre y Venerable Cofradía y Hermandad de Nazarenos unidos de Nuestro Padre Jesús de la Humildad y María Santísima de la Vera-Cruz

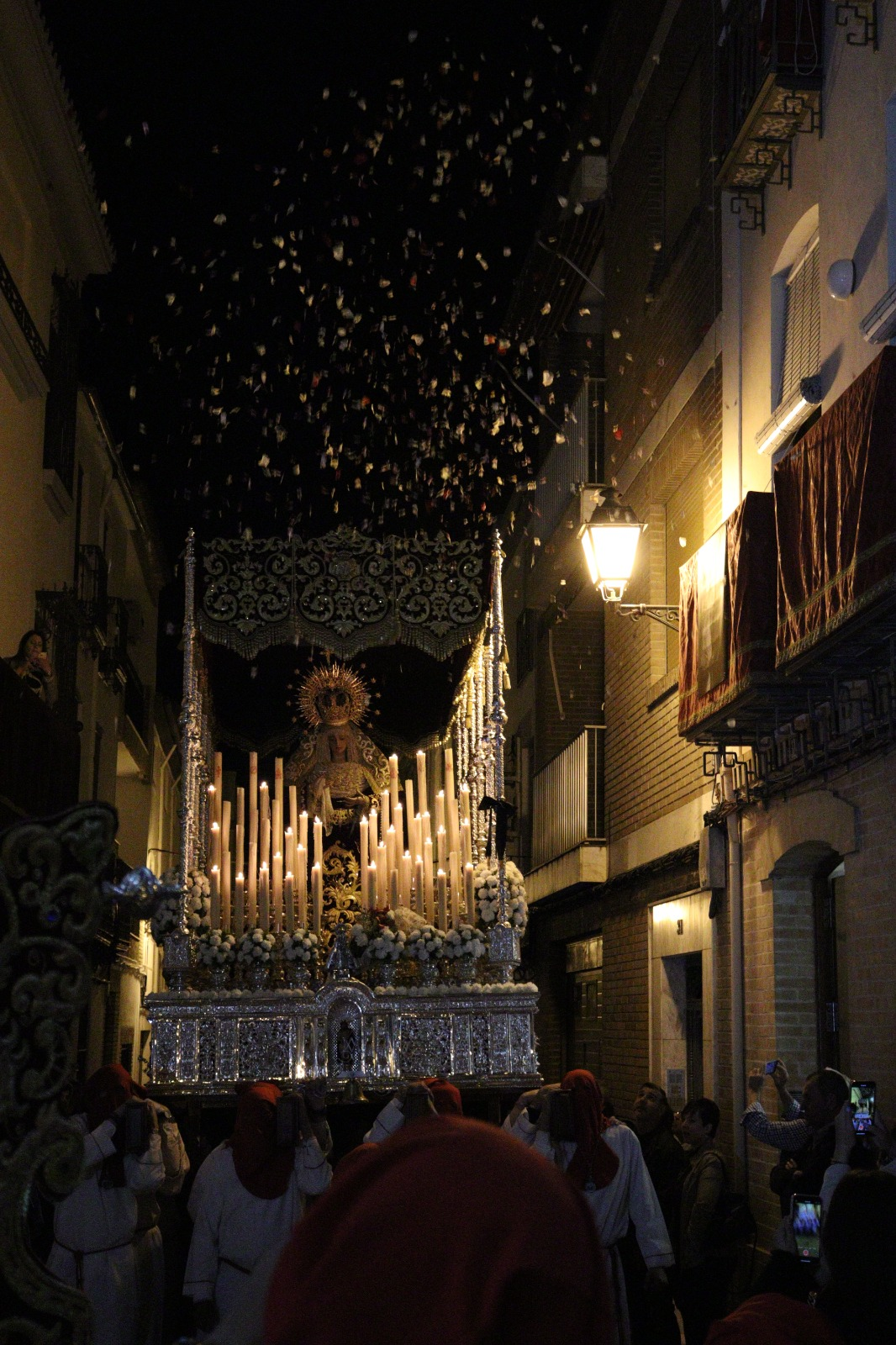
Virgen de la Amargura en la noche de Jueves Santo

No conocemos con exactitud la fundación de dicha Cofradía, aunque sabemos que existieron en un inicio por separado, es decir, la Cofradía de Jesús de la Humildad y la Cofradía de la Vera-Cruz. Esta podría ser la más antigua de la ciudad jienense, ya que está citada en un libro de actas de 1776. Ambas hermandades se unieron el 25 de junio de 1955. Dos pasos procesionales: el primero representa a Jesús atado a la columna, Cristo obra de Francisco Palma Burgos en 1953: el segundo con María Santísima de la Vera-Cruz, obra del artista local José López Arjona. Ambos pasos son llevados a costaleros. Algunos aspectos característicos son la túnica blanca con capa, caperuz y cinturón negro.
- Hermandad de Penitencia y Cofradía de Nazarenos del Santísimo Cristo Ecce-Homo y María Santísima de la Amargura

Los estatutos de la Cofradía empiezan en 1871, aunque existe desde 1719. Dos pasos procesionales desde la Iglesia de San Pedro: el primero representa a Jesús presentado al pueblo como Ecce-Homo (He aquí el hombre); el segundo con el palio de María Santísima de la Amargura. La imagen del Cristo es obra de Amadeo Ruiz Olmos y la de la Virgen de José López Arjona del año 1992. Hermandad caracterizada por las túnicas blancas con caperuz y cordones rojos.
- Cofradía del Cristo del Amor y del Silencio y Nuestra Señora de la Esperanza

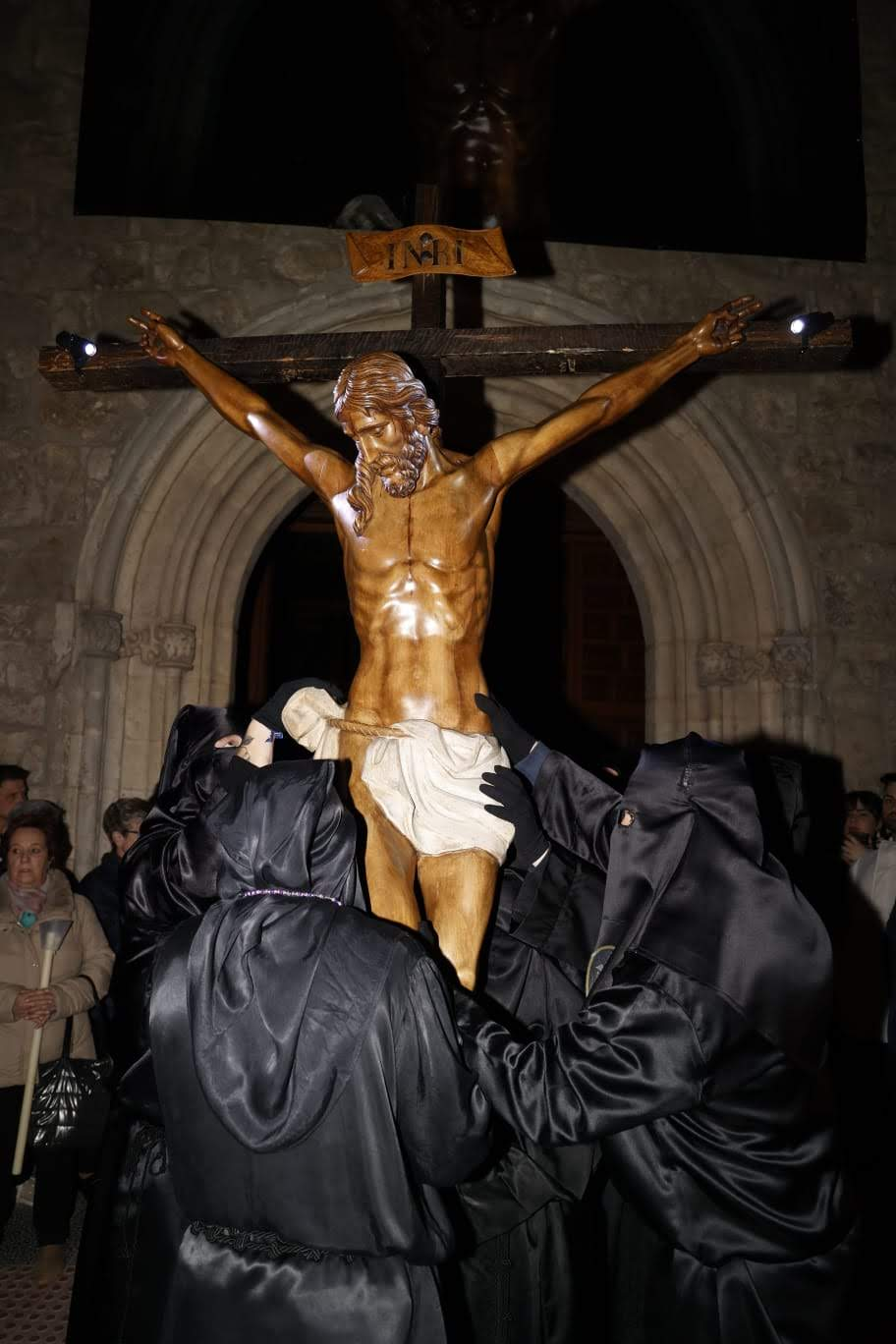
Cristo del Perdón de vuelta a su Iglesia de Santa María en la madrugada del Viernes Santo

Se fundó el 5 de enero de 1955 y fue conocida con el sobrenombre de "Los Estudiantes". Esta hermandad con sede en la Iglesia de San Pedro, desde sus inicios mantuvo el carácter serio, siempre en silencio en su paso de Cristo, no así en el de la Virgen, que hasta fechas recientes fue acompañada por una banda de música, incluso, la Centuria Romana de Torredonjimeno prestó sus sones para Ella. El Cristo es obra de Francisco Palma Burgos y la Virgen, de autor desconocido, de mediados del siglo XX. Los hermanos portan túnicas negras y caperuces negros, lo que hace referencia a la solemnidad de la procesión. 

### Viernes Santo (Madrugada)

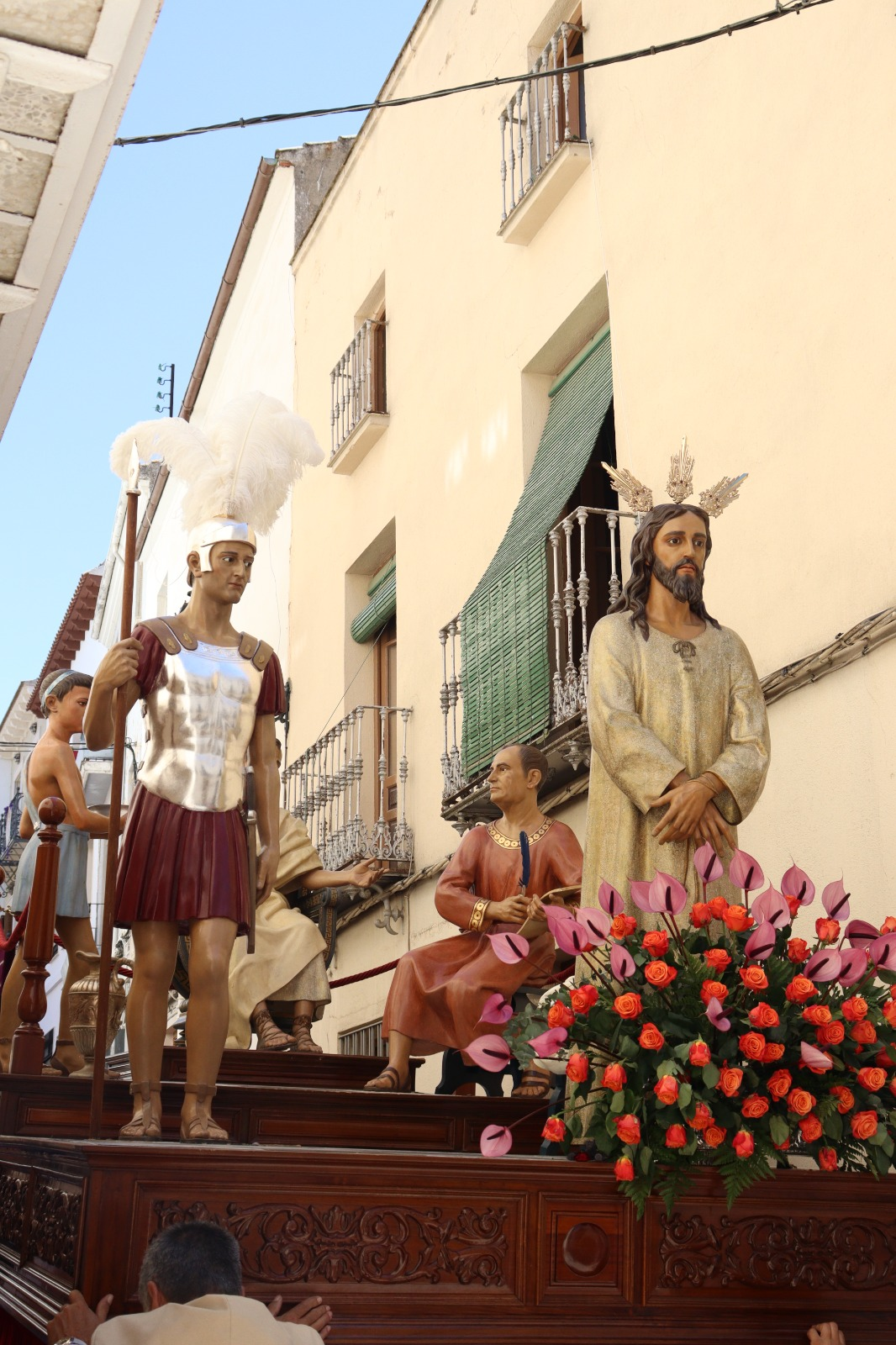
Cristo de la Sentencia en la mañana del Viernes Santo

La Madrugada del Viernes Santo, que sucede entre el jueves y Viernes Santo, es la noche más especial en la Semana Santa.
- Cofradía del Santísimo Cristo Resucitado, Cristo del Perdón y María Santísima de la Paz

Salida del Cristo del Perdón desde la Iglesia de Santa María, que realiza su estación de penitencia durante la madrugada, en silencio y con las calles de su recorrido procesional a oscuras y con música de capilla. Su itinerario varía cada año, es decir, cada año transcurre por un barrio de la localidad.

### Viernes Santo (Mañana)
- Cofradía del Santísimo Cristo de la Sentencia

Una hermandad fundada en 1644 y que siempre ha mantenido su salida desde la Iglesia de San Pedro. En este caso solo dispone de un paso procesional, el cual está compuesto por cinco imágenes que representan el momento en que Jesús es sentenciado por Poncio Pilato. Las cinco imágenes del conjunto fueron realizadas por Amadeo Ruiz Olmos en 1957. El paso es portado a ruedas. Los cofrades del Cristo de la Sentencia visten una túnica blanca con capas y cíngulos de igual color y un caperuz de color negro. 
- Muy Antigua e Ilustre Cofradía de Nuestro Padre Jesús Nazareno (Cofradía de Jesús Nazareno de Torredonjimeno)

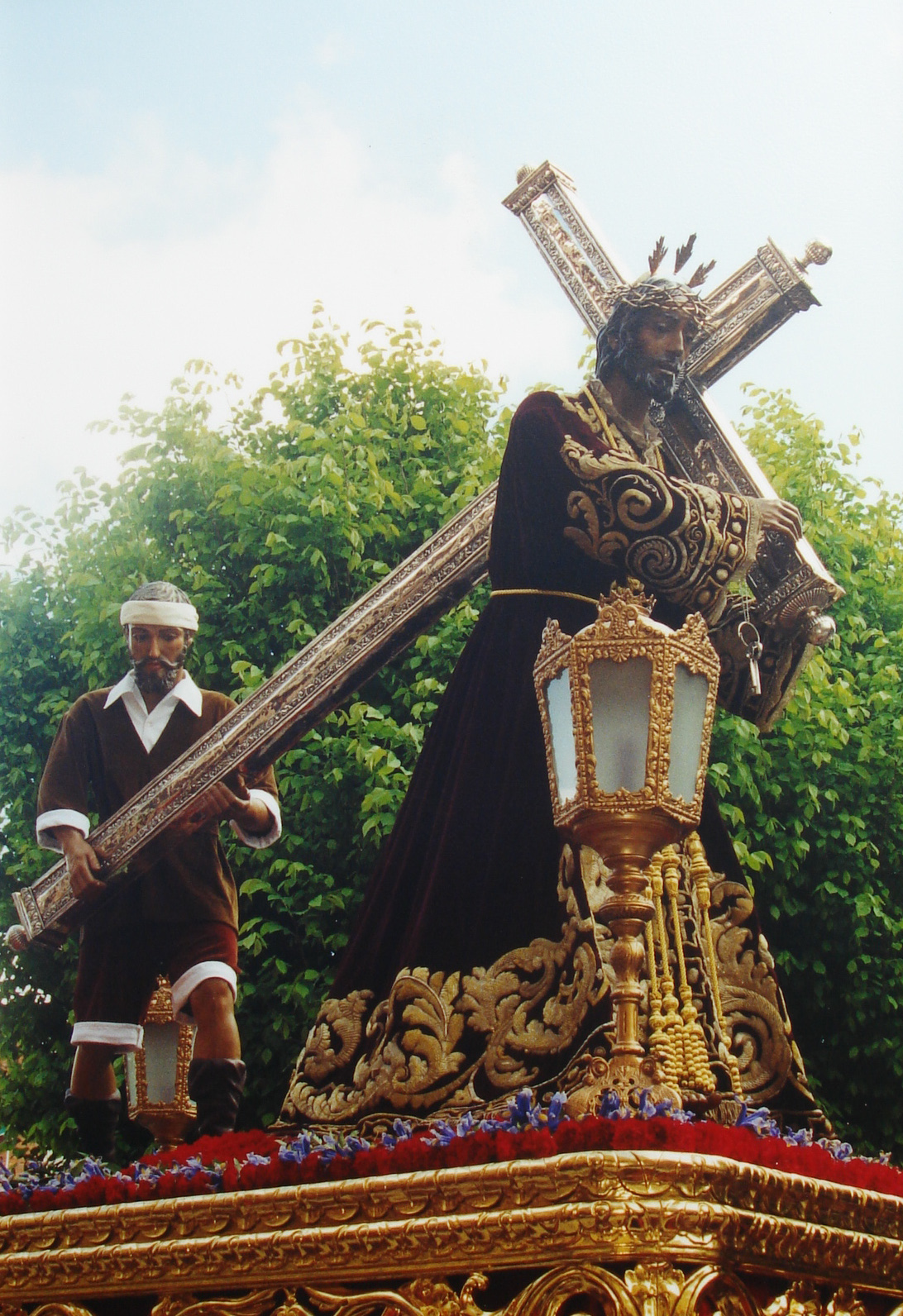
Nuestro Padre Jesús Nazareno durante el Viernes Santo

Fundada el 24 de febrero de 1595 es una de las más antiguas de Torredonjimeno. Salida en la Iglesia de San Pedro. Siempre estuvo vinculada esta hermandad con la Centuria Romana. El Cristo es obra de Francisco Palma Burgos del año 1951.
- Real Cofradía de Nuestra Señora de las Angustias

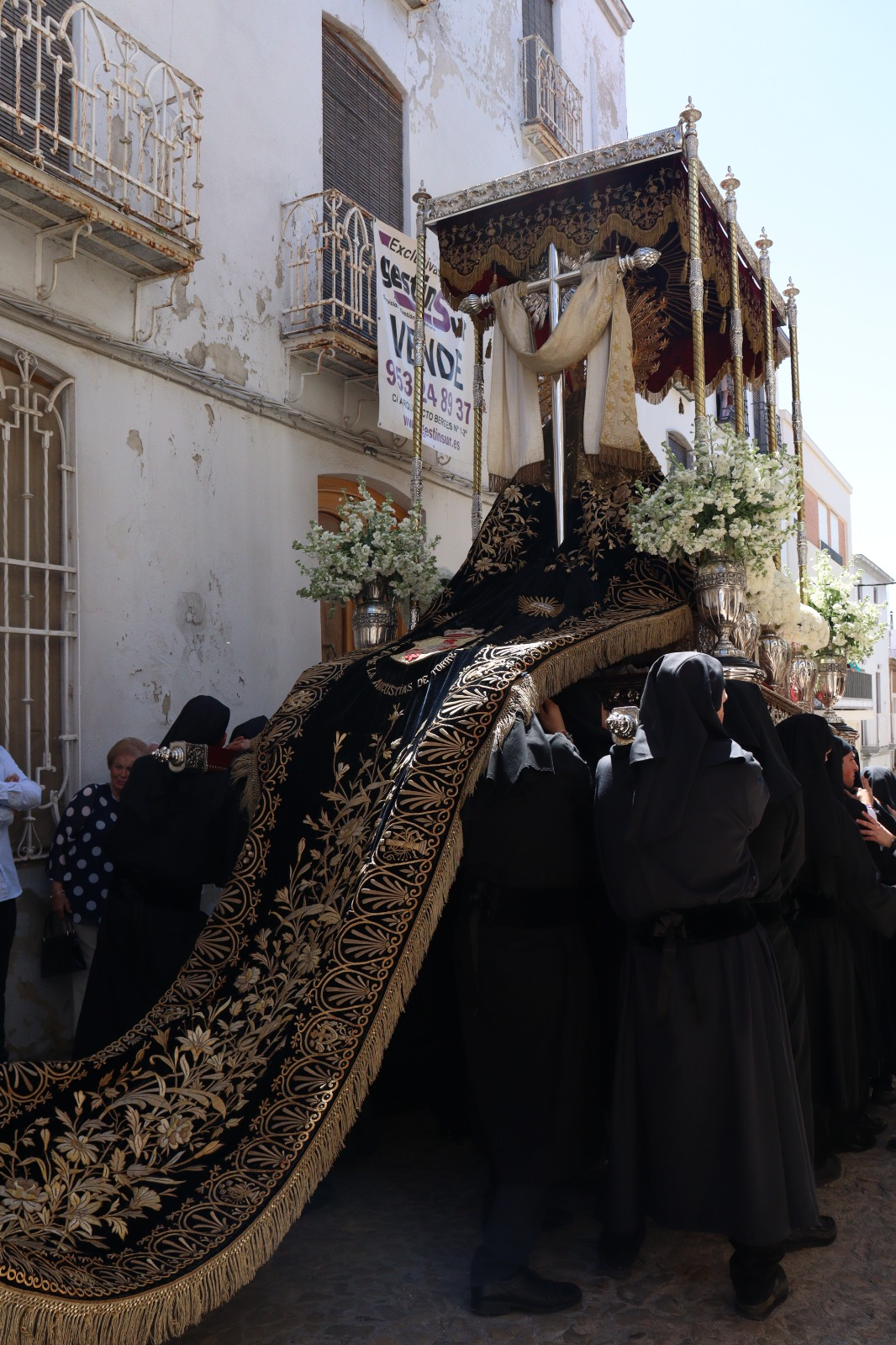
Virgen de las Angustias en la mañana del Viernes Santo

Esta Hermandad cuenta con una fundación interesante, la cual data del 7 de marzo de 1741, ya que intervino en su fundación in personaje tosiriano, Don Antonio Morales Anguita, Alguacil Mayor del Santo Oficio de la Inquisición de Córdoba. Un solo paso procesional con salida desde la Iglesia de San Pedro. Consiste en un conjunto bajo palio granate, que acoge la imagen de la Virgen de las Angustias, que sostiene en su regazo a Cristo exánime tras su descenso de la Santa Cruz. Milagrosamente la mascarilla de la Virgen se salvó de la destrucción durante la Guerra Civil al chocar el camión que la transportaba y desprenderse de la imagen. Su autor es desconocido, pero por sus facciones se encuadra en la escuela granadina del siglo XVIII, atribuyéndose la autoría a José Risueño. El Cristo es obra de Amadeo Ruiz Olmos de 1957. La Virgen tiene un maravilloso manto de cola bordado con el escudo de Torredonjimeno y el nombre de la Hermandad. Los Cofrades visten hábito negro y pañoletas típicas. 

### Viernes Santo (Tarde)
La tarde del Viernes Santo se conmemora la muerte de Jesús, se adora su Cruz y se reza y medita el Vía Crucis. Es una de las celebraciones más importantes de todos los misterios que la Iglesia celebra. Jesús, está clavado en la cruz entre dos ladrones.
- Muy Antigua e Ilustre Cofradía del Santo Sepulcro

Fundada el 15 de abril de 1635. La imagen del Cristo es del siglo XVII, la más antigua de las que procesionan en la Semana Santa de Torredonjimeno. Realiza su salida desde una casa de la calle San Antonio. Es de procedencia desconocida, aunque se ha situado en la órbita de Sebastián de Solís por el parecido con las imágenes del misterio del Calvario de Jaén. Va en el interior de una urna de plata repujada con los símbolos de la Pasión procedente de la casa madrileña de Meneses que data del siglo XIX.

### Viernes Santo (Noche)
- Muy Antigua y Venerable Cofradía de la Santísima Virgen de los Dolores

Llegamos a una de las Cofradías más icónicas de la Semana Santa tosiriana, fundada en 1642, es quizás la cofradía más popular y conocida de Torredonjimeno.Obra de Manuel Salvatierra en 1942. De gran arraigo se pudo costear la construcción de capilla propia anexa a la iglesia de Santa María (la conocida nave de los Dolores) con bello y barroco camarín donde se encuentra la imagen. Dicha popularidad viene, en gran parte, de una rasgo propio que la diferencia de las demás imágenes y estaciones procesionales de la provincia, son las conocidas “corrías” que realizan sus anderos con el paso en diversos tramos de su recorrido y en las entradas a los templos de la localidad. La maniobra consiste en desplazar todo el paso a gran velocidad.Pareja a esta tradición tan singular tenemos la "avalancha", que proviene de la antigua costumbre que tenían los ciudadanos de taponar las calles para retrasar la vuelta a la Iglesia de Santa María. Además la gran cantidad de saetas que le dedican a la Virgen durante todo el recorrido.

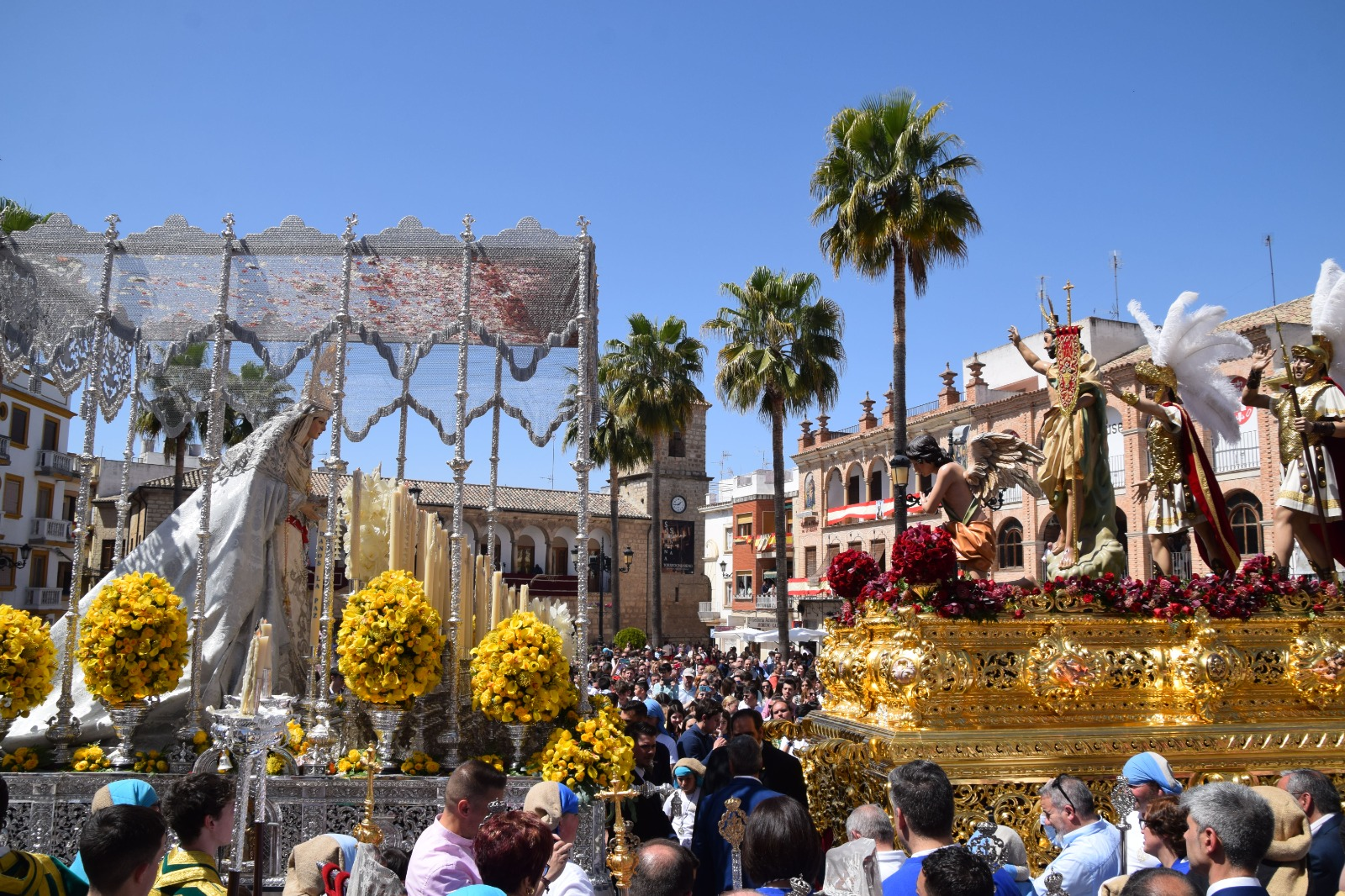
Encuentro procesional entre el Cristo Resucitado y la Virgen de la Paz en la Plaza de la Constitución en Torredonjimeno

### Domingo de Resurrección
El Domingo de Resurrección o «Domingo de Pascua», es día de alegría y celebración por la Resurrección de Jesucristo. Los Evangelios cuentan modestamente la mañana de ese domingo, cuando las mujeres que visitan el sepulcro se dan cuenta de que Jesús ha resucitado.
- Cofradía del Santísimo Cristo Resucitado, Cristo del Perdón y María Santísima de la Paz

La Hermandad tal y como la conocemos hoy día se ha construido por etapas, en 1955 con el Cristo Resucitado, la adición del Perdón en 1979 y culminando con María Santísima de la Paz en 1989. La obra del Cristo es de Eduardo Espinosa Alfambra y la bella imagen de la Virgen corresponde a la obra del artista sevillano Juan Ventura. Esta cofradía cuenta con tres titulares. Primeramente, el Cristo del Perdón realiza su estación procesional en la madrugada del Viernes Santo. El Domingo de Resurrección realizan la estación procesional los dos pasos restantes desde la Iglesia de Santa María, el primero representa a Jesús en su gloriosa resurrección, el segundo a la Virgen en la Advocación de la Paz..Finalmente, otro de los puntos clave de la Semana Santa de Torredonjimeno es el encuentro entre el Cristo Resucitado y la Virgen de la Paz en la Plaza de la Constitución (Ayuntamiento). 